# 段讚
段讚（?—?），五胡十六国时代军事人物，辽西鲜卑族，段部鲜卑321-325年的首领段末波的孙子，段聪的儿子。
384年，慕容农起兵反对前秦，帮助父亲慕容垂恢复燕国，亲率兵攻克馆陶，收缴军粮武器，派兰汗、段讚、赵秋、慕舆悕掠夺了康台数千匹牧马。骑兵云集，兵众多达数万。401年，后燕天王慕容盛猜忌属下，杀戮大臣，王室宗亲、功臣元老，不能自保。八月十五，左将军慕容国与殿上将军秦舆、段讚率领禁军袭击慕容盛，事情暴露，牵连致死五百多人。八月二十夜里，前将军段玑、秦舆的儿子秦兴和段讚的儿子段泰兵变，袭杀慕容盛。